# Sweetheart (крокодил)

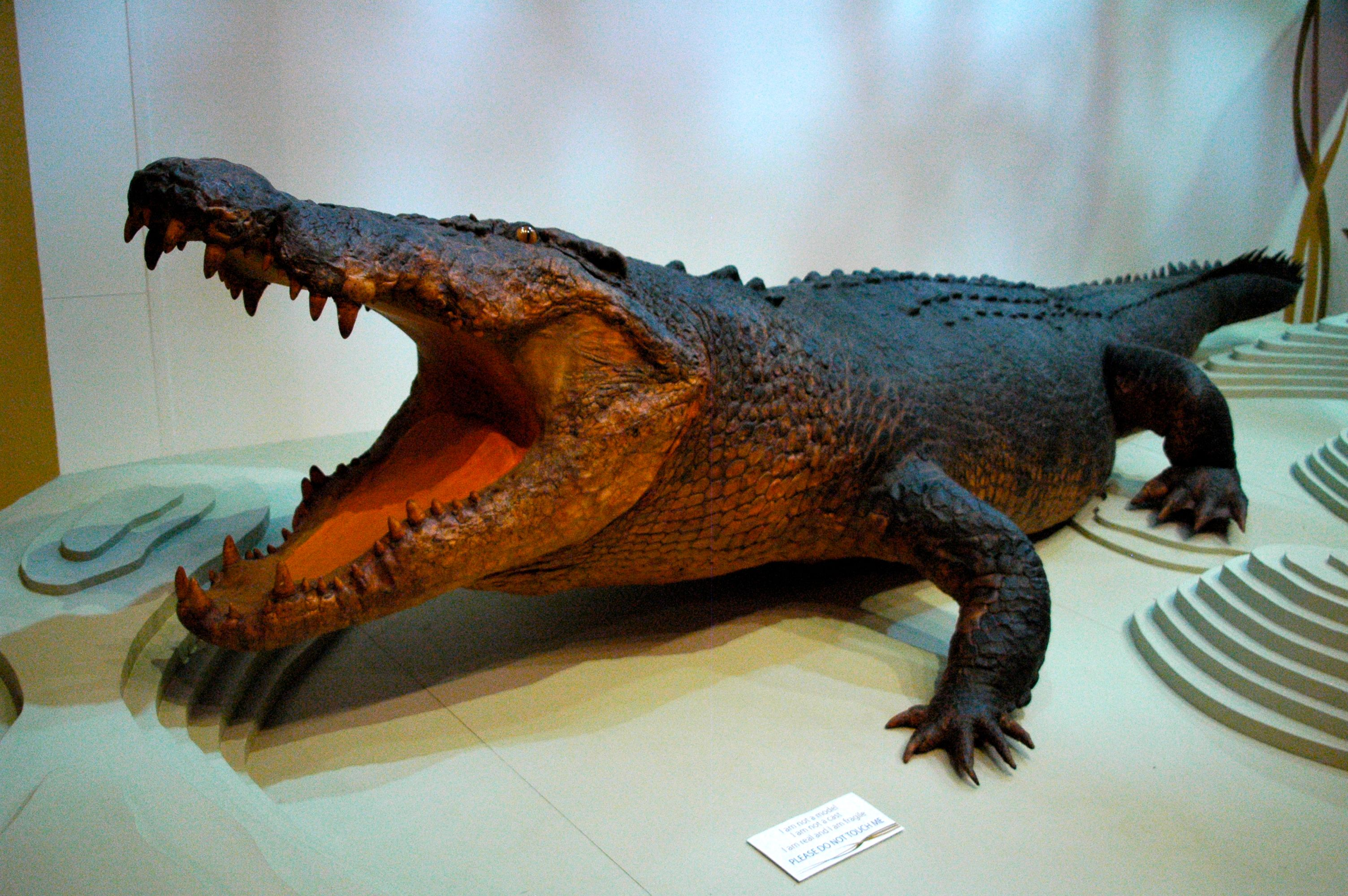
Опудало крокодила Sweetheart у музеї

Крокодил Sweetheart (англ. sweetheart — любий, коханий, букв. солодке серце) — великий австралійський крокодил, довжина тіла якого сягала 5,1 метра. Винний у серії нападів на човни в 1974—1979 роках. Загинув 19 липня 1979 р., опудало гігантського хижака виставлене в музеї.

## Історія крокодила Sweetheart
З'явившись у прибережних водах Австралії, цей гребенястий крокодил спочатку не завдавав шкоди місцевим мешканцям. Аборигени називали гігантського крокодила «Нгірруак» («Старий») та вважали його священною твариною і своїм тотемом. Але починаючи з 1974 року крокодил «Любий» (англ. Sweetheart) здійснив кілька небезпечних нападів на риболовів, їхні моторні човни та рятувальні шлюпки поблизу гирла річки Фінніс.
Загалом нараховується не менше 15 нападів, під час яких ніхто не загинув, але були завдані значні матеріальні збитки. Учені вважають, що крокодил сприймав великі човни за своєрідних «крокодилів»-суперників, тобто Любий не полював, а охороняв свою територію від самців-зайд.
Після тривалого полювання, в липні 1979 року морського крокодила зловила група співробітників-рейнджерів Комісії парків та дикої природи Північної території. Проте під час транспортування (під наркозом) до крокодилячої ферми Любий загинув. Човен із крокодилом зачепився за стовбур дерева та затонув, рейнджери протягом п'яти годин намагалися врятувати тварину, але зв'язаний крокодил загинув.
Опудало крокодила Sweetheart виставлене в місті Дарвін, у головному музеї Північної території. Вага живого крокодила складала близько 780 кг (довжина тіла — 510 см). Під час розтину у шлунку Любого знайдені кістки та інші залишки свиней, двох зміїшийних черепах та морських окунів (баррамунді).

## Крокодил Sweetheart у культурі
У 1986 році опублікована книга Кола Стрингера «The Saga of Sweetheart» про крокодила Любого, його історія також була відтворена у фільмі Грега Макліна «Розбійник» (також «Крокодил», англ. «Rogue») 2007 року.